# Tricyphona furcata
Tricyphona furcata är en tvåvingeart som beskrevs av Alexander 1926. Tricyphona furcata ingår i släktet Tricyphona och familjen hårögonharkrankar. Inga underarter finns listade i Catalogue of Life.